# 吴仁宝
吴仁宝（1928年11月17日—2013年3月18日），汉族，原中国江苏省江阴市华西村党委书记，现任村党委书记吴协恩的父亲。全国劳动模范，中國共產黨黨員，中共十大、十一大、十七大代表，第六、七、八届全国人大代表。曾任江苏省政协常委、江阴县委书记等职。
出生于江苏省江阴县华墅乡吴家基，1954年10月加入中国共产党。1957年担任华西村党支部书记。吴仁宝主政的华西村被官方誉为“中国社会主义新农村建设的一面旗帜”，其本人也经常受到中国最高领导人的接见。官媒《人民网》认为吴仁宝是华西村的“常青树”；也有知名媒体认为“吴仁宝4子支配华西村9成资金 普通村民月入千余”。2003年，吴仁宝在三个儿子中选择第四子吴协恩接任其村党委书记一职。7月，吴协恩当选正式，其余子女吴协东、吴协德、吴凤英和女婿孙云南当选村党委副书记。
2013年3月18日，因患肺癌医治无效，吴仁宝在华西村家中逝世，享年85岁。他被称为“中国最有名的农民”，曾将贫穷落后的华西村建设成为中国公认的“天下第一村”。

## 吴仁宝家族
吴仁宝和赵根娣共有四儿一女，华西集团八大公司负责人中，除杨永昌外，皆为吴仁宝的近亲属。2017年的报道，称华西村在2015年开始转型，华西村历年积累的财富通过投资，转移至吴仁宝家族成员控制的企业名下。孙喜耀等吴仁宝孙辈已掌管巨额资本。
- 长子吴协东，出生于1949年12月，是华西村党委副书记兼华西集团总经理，负责房地产行业；
  - 长女吴洁，吴仁宝的大孙女。曾担任华西村党委副书记，现为华西实验学校党委书记。丈夫孙云南（又名孙云丰）也是党委副书记[2][8]，兼任华西村矿业有限公司董事长。
  - 幼女吴芳在2012年当选为江阴市副市长[9]。吴芳的丈夫李庆是华西村现任党委委员，兼任华西集团副总经理。
- 次子吴协德出生于1952年，党委副书记、村委会主任，掌管冶金等行业；2015年7月病逝。
  - 儿子吴昊，吴仁宝的长孙，华西村村民委员会副主任。其周丽是华西村党委第一副书记；
- 三子吴协平是华西村党委副书记；
- 四子吴协恩是现任华西村党委书记；11岁时过继于同村孙家。1985年退伍回村，依照父母意愿[5]成为孙家上门女婿。妻子孙慧芳，负责整个华西集团的物资采购。
  - 儿子孙喜耀[7]
- 女儿吴凤英亦是党委副书记。丈夫缪洪达，华西村党委副书记，兼任华西集团副董事长。
  - 吴仁宝外孙女缪华，华西村党委副书记。丈夫吕苏君，担任了华西村12家公司的法人，主要为华西村重点布局业务之一航运板块[7]。
- 侄媳妇包丽君，华西村党委副书记，华西集团董事，华西集团下属12家公司董事长。
- 侄女婿陶葵军，华西村党委委员，华西集团董事，华西污水处理董事长。
- 外甥李满良，华西集团下华西股份总经理。